# Olomuc
Olomuc (češko Olomouc, lokalno/narečno moravsko Holomóc ali Olomóc, nemško Olmütz, latinsko Olomucium ali Iuliomontium, poljsko Ołomuniec) je mesto na Moravskem v vzhodnem delu Češke in je šesto največje mesto v Češki republiki z okoli 100.000 prebivalci (metropolitansko območje s širšo okolico mesta pa šteje okoli 400.000 ljudi). Mesto leži ob reki Moravi. Olomuc je zgodovinska in kulturna prestolnica Moravske, upravno središče Olomuškega okraja, je sedež leta 1573 ustanovljene Univerze Palackega (Univerzita Palackého v Olomouci), druge najsta-rejše univerze, od 1777 pa tudi sedež ene izmed dveh rimskokatoliških nadškofij in metropolij na Češkem (neuradno imenovane tudi moravska metropolija); škofija je bila v Olomucu ustanovljena sicer že leta 1063 (kot druga škofija na češkem ozemlju za Prago).

## Zgodovina

### Antika
Po ustnem izročilu naj bi na prostoru Olomuca stala rimska trdnjava Iuliomontium, vendar o njej ni nobenega pisnega dokaza. Arheološka izkopavanja so odkrila ostanke rimskega vojaškega tabora iz časa markomanskih vojn v poznem 2. st. n. št. 

### Srednji vek
V 6. stoletju so se v regijo priselili Slovani. V sedanji mestni četrti Povel južno od mestnega središča se je že na začetku 7. stoletja razvilo središče politične moči. Okoli leta 810 je lokalnega slovanskega vladarja porazila vojska velikomoravskih vladarjev in uničila naselje Olomuc-Povel. 
Novo utrjeno leseno naselje, v katerem je bila rezidenca velikomoravskega guvernerja, se je razvilo v sedanjih Předhradíh. Naselje je preživelo propad Velikomoravske leta 907 in postopoma preraslo v prestolnico province Moravske.
Leta 1063 je bila ustanovljena olomuška škofija. Škofija je bila morda ponovno ustanovljena, ker položaja moravskih škofov v 10. stoletju iz obstoječih dokumentov ni mogoče zanesljivo ugotoviti. Če niso bili samo misijonarski škofi, ampak predstavniki ostankov neke regularne cerkvene organizacije, so zelo verjetno imeli sedež prav tu. Škofija je bila leta 1777 povišana v nadškofijo. Škofje so po porušenju cerkve sv. Petra leta 1141 svoj sedež preselili v cerkev sv. Venčeslava. Datum selitve je sporen, ker bi se selitev lahko zgodila tudi leta 1131 ali 1134 med škofovanjem Jindřicha Zdíka. Škofova palača je bila zgrajena v romanskem slogu. Škofje so posedovali velike zemljiške posesti, zlasti v severni Moravski, in so bili eni od najbogatejših posestnikov v regiji. Pod avstrijsko-habsburško oblastjo so bili tudi kardinali.
Olomuc se je razvil v eno od najpomembnejših naselbin na Moravskem s sedežem vlade Pšemislov in apanažo enega od princev. Leta 1306 se je v mestu ustavil kralj Venčeslav III. na svojem pohodu na Poljsko, kjer se je nameraval spopasti z Vladislavom I. Poljskim za poljsko krono. Kralj je bil na pohodu umorjen in rodbina Pšemislov je izumrla.
Mesto Olomuc je bilo uradno ustanovljeno sredi 13. stoletja in postalo eno od najpomembnejših trgovskih središč in središč politične moči v regiji. V srednjem veku je bil največje mesto na Moravskem in je z Brnom tekmoval za položaj moravske prestolnice. Dokončno ga je izgubil med tridesetletno vojno, ko so ga v letih 1642 do 1650 okupirali Švedi.
Leta 1235 so Evropo napadli Mongoli. Po bitki pri Legnici na Poljskem so se začeli njihovi roparski pohodi na Moravsko. Ko so bili pri Olomucu dokončno poraženi, so napadli in porazili Ogrsko.
Leta 1454 so v valu antisemitizma, podobnem tistemu v Španiji in na Portugalskem, iz Olomuca izgnali Jude. Druga polovica 15. stoletja se šteje za zlato dobo Olomuca. V mestu je bilo več srečanj kraljev, leta  1469 so za češkega kralja izvoljen Matija Korvin, leta 1479 pa sta češki kralj Venčeslav II. in Matija Korvin sklenila Olomuški sporazum o delitvi države.

### Kasnejša zgodovina
Med reformacijo je Moravska postala večinoma protestantska. Med tridesetletno vojno so Olomuc leta 1642 okupirali Švedi in ostali v njem osem let. Mesto so zapustili v ruševinah in vodilno vlogo na Moravskem je prevzelo Brno.
Leta 1740 so mesto za nekaj časa zasedli Prusi. Marija Terezija ga je med vojnami s Friderikom II. Velikim utrdila. Pruski kralj ga je leta 1758 sedem tednov neuspešno oblegal. Leta 1848 je v Olomucu abdiciral cesar Ferdinand I. in ustoličil za svojega naslednika Franca Jožefa. Dve leti kasneje so avstrijski in pruski državniki sklicali konferenco, imenovano Olomuška punktacija, s katero so obnovili Nemško konfederacijo pod avstrijskim vodstvom.
Leta 1746 je bilo v Olomucu kot prvo v državi avstrijskih Habsburžanov ustanovljeno akademsko društvo z imenom Societas eruditorum incognitorum in terris Austriacis (Družba anonimnih učenjakov v avstrijskih deželah), katere naloga je bila širjenje idej razsvetljenstva. Družba je izdajala mesečnik Olmützer Monathlichen Auszüge Alt- und neuer Gelehrter Sachen (Olomuški mesečni izvlečki iz stare in nove učenosti), prvi znanstveni časopis v habsburškem imperiju.
Na mesto je imela že od srednjega veka velik vpliv nemška kultura, večinoma zaradi cerkvenih stikov z Avstrijo, zlasti s Salzburgom. Narodnostno sestavo mestnega prebivalstva do prvega popisa prebivalstva je mogoče ugotoviti samo iz drugih dokumentov. Statut mestne cerkve, zapisniki mestne skupščine in v mestu tiskane pesmarice sredi 16. stoletja in v 17. stoletju so napisane v češkem jeziku. Prva razprava o glasbi na Češkem je bila objavljena v Olomucu sredi 16. stoletja. Politične in socialne spremembe po tridesetletni vojni so povečale vpliv dvorne habsburške in avstrijsko/nemške jezikovne kulture. Ponemčenje mesta je bilo zelo verjetno posledica njegovega kozmopolitskega značaja. Mesto je kot kulturno, upravno in versko središče privlačilo uradnike, glasbenike in trgovce iz cele Evrope.
V mestu je kljub temu prevladoval češki jezik, še posebej v cerkvenih publikacijah v celem 17. in 18. stoletju. Ko je v Avstriji rojen komponist in glasbenik Philip J. Rittler dobil službo v olomuški stolnici, je čutil potrebo, da se nauči češkega jezika. S prevlado Habsburžanov in stalnim priseljevanjem etničnih Nemcev se je raba češčine v regiji zmanjšala. Do 19. stoletja je bilo število nemškojezičnega prebivalstva trikrat večje od števila Čehov.
Po marčni revoluciji leta 1848 je vlada preklicala odlok o izgonu Judov iz leta 1454. Judje so se vrnili v mesto in leta 1897 zgradili mestno sinagogo. Lela 1900 je v mestu živelo 1.676 Judov. 
Olomuc je obdržal svoje mestno obzidje skoraj do konca 19. stoletja. Rušenje je preprečeval mestni svet, ker bi se s tem omogočila širitev mesta in spodbudilo priseljevanje Čehov iz bližnjih vasi. Mestnemu svetu je bolj ustrezalo majhno in pretežno nemško mesto. Mesto se je začelo na veliko širiti po prvi svetovni vojni in ustanovitvi Češkoslovaške republike. Leta 1919 so k Olomucu priključili dve bližnji mesti in enajst vasi, s čimer je dobil prostor za širitev in razvoj.
Med obema svetovnima vojnama so bile med etničnimi Čehi in Nemci v mestu resne napetosti. Med drugo svetovno vojno se je večina lokalnih Nemcev postavila na stran nacistov. Nemški mestni svet je glavni mestni trg z imenom predsednika republika T. G. Masaryka preimenoval v Trg Adolfa Hitlerja. Druga svetovna vojna je prinesla tudi val antisemitizma in napadov na Jude, enak tistemu v Nemčiji. V Kristalni noči 10. novembra 1938 so meščani porušili sinagogo. Marca 1939 je policija aretirala 800 Judov in jih nekaj deportirala v koncentracijsko taborišče Dachau. Leta 1942-43 so Nemci preostale Jude izselili v Theresienstadt in nemška koncentracijska taborišča v okupirani Poljski. Holokavst je preživelo manj kot 300 mestnih Judov.
Po osvoboditvi so Čehi mestnemu trgu vrnili prvotno ime. Ko so se Nemci umikali skozi Olomuc, so streljali v znano mestno uro iz 15. stoletja in jo popolnoma uničili. Njeni ostanki so razstavljeni v mestnem muzeju. V petdesetih letih minulega stoletja je bila ura pod vplivom sovjetske vlade rekonstruirana. Ura zdaj prikazuje procesijo delavcev in ne svetnikov. Po vojni so bili Nemci skladno s Potsdamskim sporazumom in Benešovimi dekreti izgnani iz države, čeprav so nekatere družine živele v regiji več kot dvesto let. 
Mesta Olomuc turisti kljub njegovemu šarmu še niso odkrili, kot se je to zgodilo v Pragi, Českem Krumlovu in Karlovih Varih. Notranje mesto je za Prago drugi največji ohranjeni zgodovinski spomenik na Češkem.

## Mestne znamenitosti
V Olomucu je več velikih trgov. Na Gornjem trgu (Horní náměstí) je Steber Svete trojice, kužno znamenje, ki je na seznamu Unescove svetovne dediščine. Steber, zgrajen v letih 1716-1754, je visok 35 m.
V mestu je tudi veliko zgodovinskih verskih stavb. Najslavnejša je stolnica sv. Venčeslava, zgrajena pred letom 1107 v okviru olomuškega gradu. Konec 19. stoletja je bila obnovljena v novogotskem slogu. Cerkev je kljub temu obdržala veliko prejšnjih značilnosti: romansko kripto, gotsko kolonado in baročne kapele. Najvišji od treh koničastih zvonikov je visok 100 m in je za zvonikom stolnice sv. Bartolomeja v Plznu drugi najvišji na Češkem. Ob stolnici je romanska palača škofa Zdika, znana tudi kot Pšemislovska palača, ki jo je po letu 1141 zgradil škof Henrik Zdik. Palača spada med najdragocenejše spomenike v Olomucu, ker je edina škofovska palača iz tega obdobja v Evropi. Palača je med vladavino Pšemislov služila kot rezidenca olomuških vojvod.
V olomuški knezo-škofijski palači, kjer je bila takrat nastanjena avstrijska cesarska rodbina, je po jutranji maši 2. decembra 1848 potekala velika slovesnost: kronanje mladega cesarja Franca Jožefa I.
Cerkev sv. Mavricija je čudovita gotska stavba iz 15. stoletja, ki ima šeste največje cerkvene orgle v Evropi.
Pomembna je tudi cerkev sv. Mihaela. Na mestu nekdanje mestne ječe stoji neobaročna kapela sv. Janeza Sarkanderja. Na začetku tridesetletne vojne je bil v tamkajšnji ječi katoliški duhovnik Janez Sarkander, obtožen za sodelovanje s sovražnikom. Zaradi spovedne molčečnosti med mučenjem ni nikogar izdal in tudi umrl. Natezalnica in Sarkanderjev nagrobnik sta se ohranila. Papež Janez Pavel II. ga je med obiskom Olomuca leta 1995 kanoniziral. 
Papež je obiskal tudi Svatý Kopeček (Sveti grič) s cerkvijo Vizitacije Device Marije, ki gleda na mesto. Papež je cerkev povišal v malo baziliko (basilica minor). V mestu je tudi več samostanov, med njimi Klášter Hradisko in Konvent dominikanskih sester.
Pomembni zanimivosti sta tudi olomuška pravoslavna cerkev, posvečena sv. Gorazdu in Mavzolej jugoslovanskih vojakov. Spomenik je postavljen v čast 1188-tim v prvi svetovni vojni ranjenim jugoslovanskim vojakom, ki so umrli v tamkajšnjih bolnišnicah. 
Najpomembnejša posvetna stavba je mestna hiša iz 15. stoletja. K njej je prizidana gotska kapela, v kateri je zdaj Olomuški muzej umetnosti. Njen zvonik je visok 76 m in okrašen z astronomsko uro v nenavadnem socialističnem slogu. Ker je bila prvotna ura na koncu druge svetovne vojne uničena, so v letih 1947-55 vgradili novo. Arhitekt Karel Svolinský je v duhu takratnega časa svetnike v uri zamenjal z delavci.
Olomuc je zelo ponosen na svoje številne baročne vodnjake, ki so se ohranili samo zaradi pozornosti mestnih svetov. V večini evropskih mest so po izgradnji mestnega vodovodnega omrežja stare vodnjake odstranili, Olomuc pa se je odločil, da jih bo ohranil kot vodne rezervoarje za morebitno gašenje požarov. Na vodnjakih so antični rimski motivi. Na petih so podobe rimskih bogov Jupitra, Merkurja, Tritona, Neptuna in Herkula. Na enem je upodobljen legendarni ustanovitelj mesta Julij Cezar. V 21. stoletju so na glavnem mestnem trgu postavili Arionovo fontano, ki se je zgledovala po stari.
Na največjem olomuškem trgu (Horní náměstí, Gornji trg) je pred astronomsko uro bronasta maketa celega mesta.

## Univerza
Univerza Palackega (Univerzita Palackého v Olomouci) je najstarejša na Moravskem in druga najstarejša na Češkem, poimenovana po Františku Palackem. Ustanovljena je bila leta 1573 kot del poskusa, da bi v državi ponovno uvedli katolištvo. V tistem času je bilo devet od desetih prebivalcev čeških kronskih dežel protestantov. V 1850-ih letih je habsburški režim večino njenih fakultet zaprl, ker so tako profesorji kot študentje podprli marčno revolucijo leta 1848 in češko narodno oživitev. Univerza je bila leta 1946 v celoti prenovljena in preimenovana v Univerzo Palackega v Olomucu.
Univerza igra zelo pomembno vlogo v mestnem življenju. Na njej študira več kot 25.200 študentov, kar je največje število na prebivalca mesta v Srednji Evropi. 
Stavbe univerze tvorijo približno tretjino starega mestnega jedra. Med najpomembnejšimi sta Univerzitetno središče umetnosti in tako imenovana Orožarna, v kateri je zdaj Centralna knjižnica.

## Kultura
V mestu domujeta Moravsko gledališče in Moravska filharmonija ter umetnostna galerija. Olomuc je središče Hanakije (češko Haná ali Hanácko), etnične regije v centralni Moravski.

## Transport
Javni prevoz v mestu opravljajo avtobusi in tramvaji.
Mesto je tudi pomembno železniško križišče. Prvi vlak je v Olomuc pripeljal z Dunaja 17. oktobra 1841. Na železniško omrežje so bili sprva priključeni tudi omnibusi, katere so leta 1899 zamenjali tramvaji. Iz Olomuca vodijo proge v Prago, Ostravo, Brno, Zlín in Břeclav. Na glavni železniški postaji se ustavljajo vsi vlaki Čeških železnic, RegioJet in LEO Express.
- Galerija
- Rdeča cerkev
- Pogled na mesto iz zraka
- Pravoslavna cerkev
- Mestna ulica
- Mestna hiša
- Gornji trg s Stebrom Svete trojice
- Nadškofijski muzej
- Kapela Janeza Sarkanderja
- Vodnjak
- Hradisko
- Cerkev sv. Mavricija
- Cerkev sv. Mihaela
- Stolnica sv. Venčeslava

## Pobratena in posestrena mesta
| - Antony, Hauts-de-Seine, Francija - Gandža, Azerbajdžan - Lucern, Švica - Nördlingen, Nemčija - Pécs, Madžarska - Owensboro, Kentucky, ZDA | - Subotica, Srbija - Tampere, Finska - Veenendaal, Nizozemska - Volžski, Rusija - Firence, Italija |